# Auferstehungskirche (Brakel)

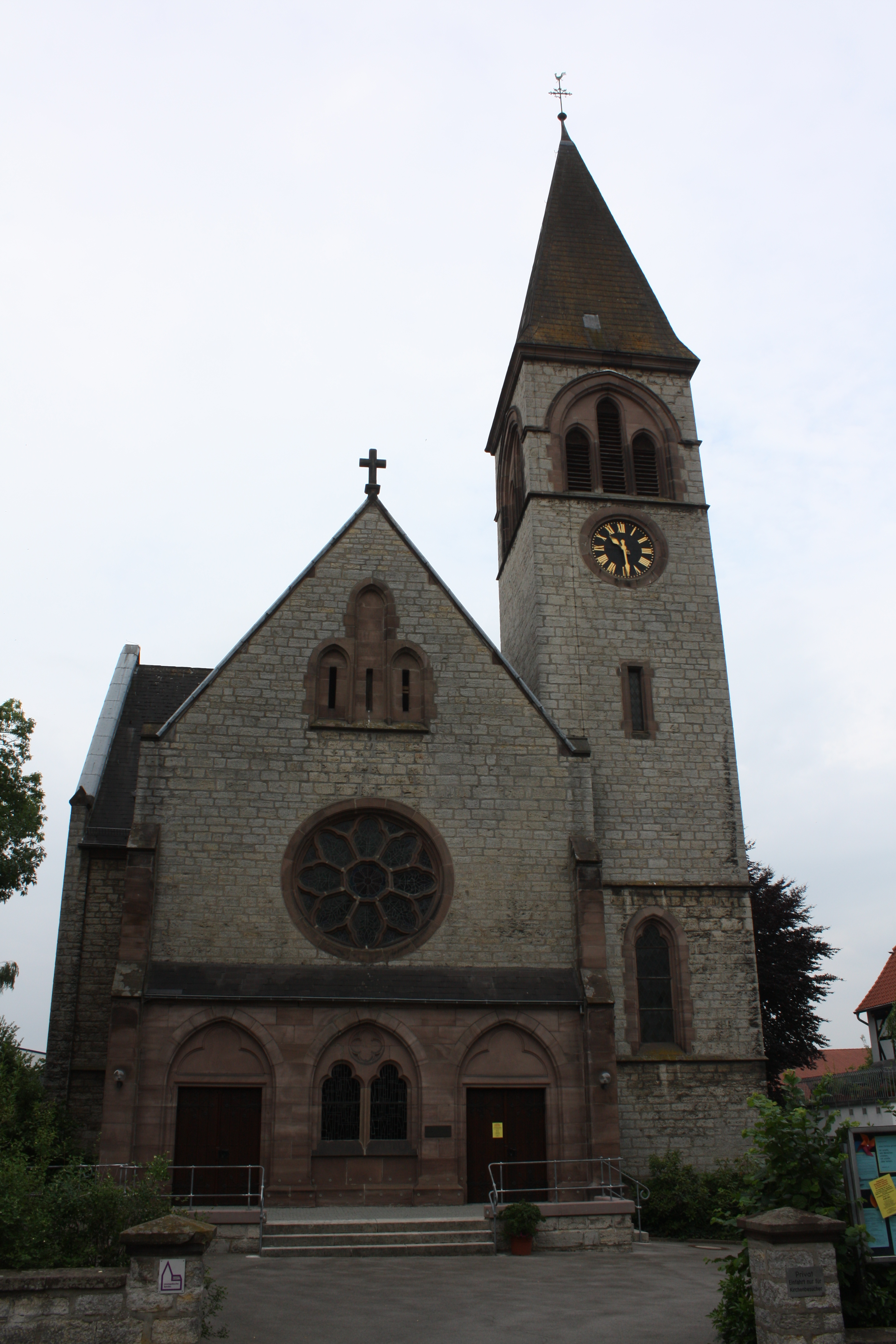
Evangelische Auferstehungskirche

Die Auferstehungskirche ist die evangelische Kirche der Stadt Brakel im Kreis Höxter in Westfalen. Als Teil der Christus-Kirchengemeinde Emmer-Nethe gehört sie zum Kirchenkreis Paderborn der Evangelischen Kirche von Westfalen.

## Geschichte
Im mittleren 16. Jahrhundert hatte sich Brakel, wie alle Städte des Hochstifts Paderborn, der Reformation angeschlossen und um 1580 hatten alle Bewohner des Ortes das protestantische Bekenntnis angenommen. Unter Fürstbischof Dietrich von Fürstenberg wurde 1602 eine Agende zur Neuordnung des Pfarrdienstes im Bistum Paderborn eingeführt, in deren Folge sich Brakel 1611 nach längerem Widerstand unterwarf. Zur endgültigen Durchsetzung der Gegenreformation berief Dietrichs Nachfolger Ferdinand von Bayern 1645 Kapuziner an das bisher städtische Heilig-Geist-Spital, an dem zuvor evangelische Gottesdienste abgehalten worden waren.
1833 wurde die inzwischen säkularisierte Kapuzinerkirche als Simultankirche beider Konfessionen eingerichtet und die evangelischen Gläubigen von der Laurentiuskirche im benachbarten Bruchhausen betreut. 1844 wurde in Brakel eine eigene evangelische Gemeinde gegründet, von der schon 1850 die Gemeinde in Bad Driburg abgepfarrt wurde. In den Jahren 1911 bis 1912 schließlich erhielt Brakel mit der Auferstehungskirche nach Plänen des Architekten Karl Siebold ein eigenes evangelisches Kirchengebäude. Das weitgehend den Bestimmungen des Wiesbadener Programms von 1891 folgende Bauwerk wurde über kreuzförmigem Grundriss als Zentralbau mit seitlich gesetztem pyramidal bekröntem Turm errichtet. Ausgeführt wurde das Bauwerk in den Formen des romanisch-gotischen Übergangsstils in heimischem Kalkstein mit Einzelformen in rotem Sandstein, wobei in den Maßwerkgestaltungen das Vorbild des Paderborner Doms maßgeblich wurde. Der Kirchenraum ist kreuzrippengewölbt.
Bei ihrer Fertigstellung erhielt die Kirche 1912 Farbverglasungen der Düsseldorfer Glasmalereiwerkstatt Gassen & Blaschke, und zwar in den Maßwerkbekrönungen der beiden Kreuzarme Porträts der Reformatoren Martin Luther und Philipp Melanchthon, auf der Orgelempore die Lutherrose und seitlich das Lamm Gottes mit Siegesfahne. Die Darstellung der Auferstehung Christi in der Fensterrose des Altarraums schuf 1955 Enrico Zappini aus Paderborn.

## Orgel
Die 1912 erbaute erste Orgel wurde 1964 durch ein Instrument mit folgender Disposition ersetzt:
| I Rückpositiv C–g3 |           |       |
| 1.                 | Gedackt   | 8′    |
| 2.                 | Rohrflöte | 4′    |
| 3.                 | Prinzipal | 2′    |
| 4.                 | Quinte    | 1 ⁄3′ |
| 5.                 | Zimbel II |       |
| 6.                 | Regal     | 8′    |
|                    | Tremulant |       |

| II Hauptwerk C–g3 |           |       |
| 7.                | Rohrflöte | 8′    |
| 8.                | Prinzipal | 4′    |
| 9.                | Nazat     | 2 ⁄3′ |
| 10.               | Waldflöte | 2′    |
| 11.               | Mixtur IV |       |

| Pedal C–f1 |          |     |
| 12.        | Subbass  | 16′ |
| 13.        | Gemshorn | 08′ |
| 14.        | Oktave   | 04′ |

- Koppeln: II/I, I/P, II/P